# 로케이션프리 플레이어

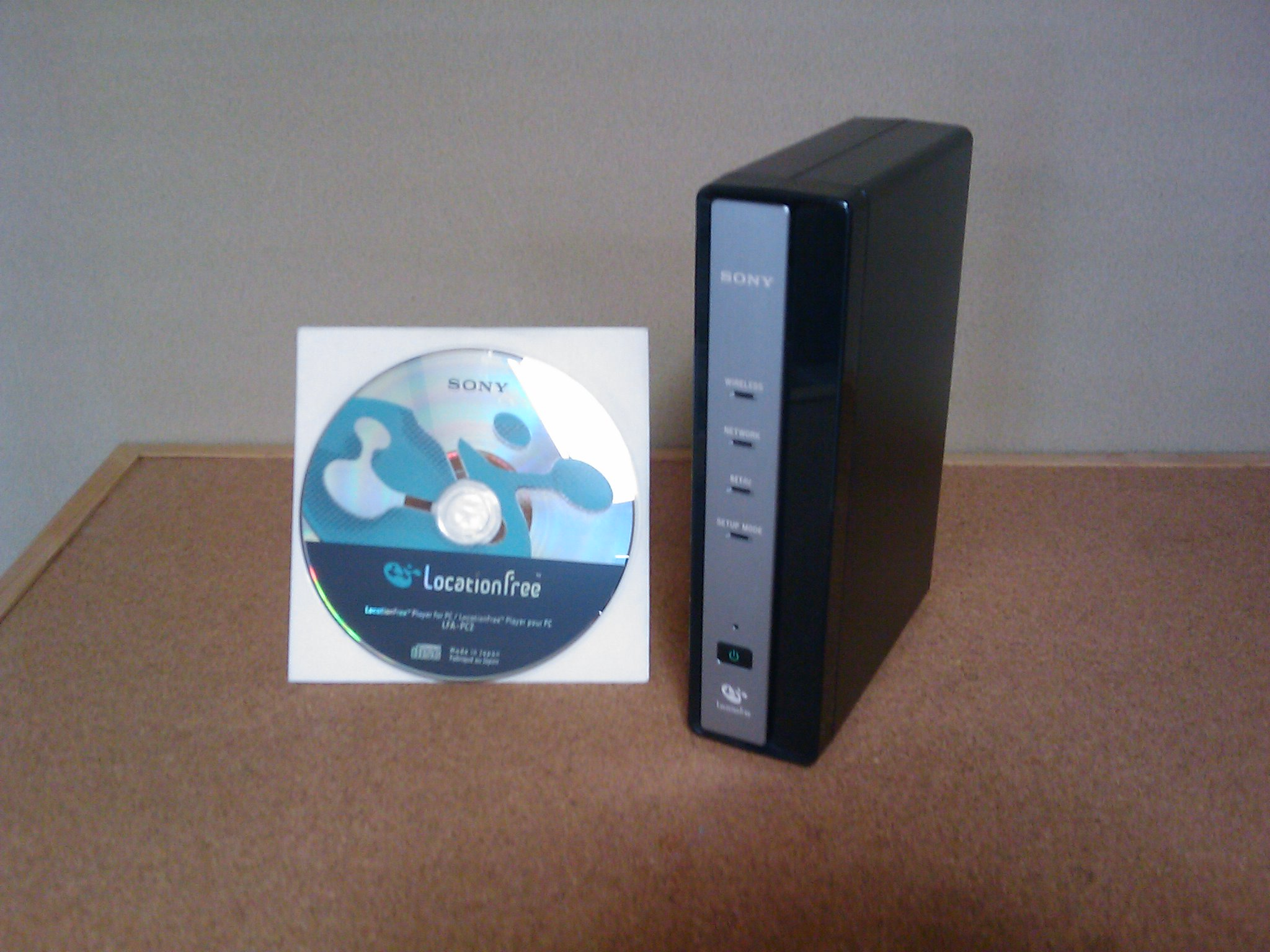
LF-PK1 본체와 LFA-PC2의 30일간 시험판

로케이션프리 플레이어(LocationFree Player)는 홈 네트워크나 인터넷을 통해 라이브 TV 방송(디지털 케이블 및 위성 포함), DVD 및 DVR 콘텐츠를 스트리밍하는 데 사용되는 인터넷 기반 다기능 장치이다. 소니의 로케이션프리(LocationFree)는 타임시프팅 및 플레이스시프팅 스트리밍 비디오를 위한 제품 및 기술 그룹의 마케팅 이름이다. 본질적으로 로케이션프리 플레이어는 원격 비디오 스트리밍 서버 제품이다. (슬링박스와 유사) 이 제품은 2004년 1분기에 소니에서 처음 발표했으며 2004년 4분기 초에 공동 브랜드 무선 태블릿 TV와 함께 출시되었다. 로케이션프리의 마지막 제품은 2007년에 출시된 LF-V30이었다.
로케이션프리 베이스 스테이션은 유선 이더넷 케이블을 통해 또는 최신 모델의 경우 무선 연결을 통해 홈 네트워크에 연결된다. 연결된 비디오 소스는 최대 3개까지 네트워크를 통해 로컬 콘텐츠 제공 장치로 콘텐츠를 스트리밍하거나 인터넷을 통해 원격 장치로 스트리밍할 수 있다. 원격 사용자는 무선 핫스팟이나 전 세계 어디에서나 다른 인터넷 연결을 통해 인터넷에 연결하고 스트리밍 콘텐츠를 받을 수 있다. 콘텐츠는 한 번에 한 대의 컴퓨터에만 스트리밍할 수 있다. 또한 원래 로케이션프리 플레이어 소프트웨어에는 클라이언트 컴퓨터 한 대에 대한 라이선스만 포함되어 있었다. 최대 총 4개의 클라이언트가 베이스 스테이션에 연결하려면 추가(유료) 라이선스가 필요했다.
2007년 11월 29일 소니는 윈도우 XP/비스타용 최신 로케이션프리 플레이어 LFA-PC30 소프트웨어에 대한 무료 액세스를 제공하기 위해 로케이션프리 플레이어 정책을 수정했다. 또한 소프트웨어는 로케이션프리 베이스 스테이션과 페어링하기 위해 더 이상 고유 일련 번호가 필요하지 않다. 2007년 12월 Sony는 로케이션프리 클라이언트에 대한 라이센스 비용 30달러를 인하했다. 그러나 소프트웨어를 사용하려면 30일 후에도 소니 서버에 등록해야 한다.